# Günter Püttner
Günter Püttner (* 25. März 1936 in Berlin) ist ein emeritierter Professor für Staats- und Verwaltungsrecht und Öffentliches Wirtschaftsrecht.

## Leben
Günter Püttner studierte Rechtswissenschaft an der Freien Universität Berlin und promovierte dort 1962. Nach seiner Habilitation bei Klaus Stern an der Universität Köln war er von 1970 bis 1973 Professor an der Universität Frankfurt am Main. Danach wechselte er an die Hochschule für Verwaltungswissenschaften Speyer. 1980 wurde er an die Universität Tübingen berufen. Dort forschte und lehrte er; 2002 wurde er emeritiert.
Püttner verfasste Werke zum Staats- und Verwaltungsrecht einschließlich des Wirtschaftsverwaltungsrechts und des Rechts der öffentlichen Unternehmen sowie zur Verwaltungslehre. Die Universität Kragujevac verlieh ihm im Jahre 2000 die Ehrendoktorwürde für seine verwaltungswissenschaftlichen Forschungen.

## Werke (Auswahl)
- Das Depotstimmrecht der Banken (= Berliner juristische Abhandlungen, Bd. 7). Duncker & Humblot, Berlin 1963 (= Dissertation Freie Universität Berlin).
- Das Recht der kommunalen Energieversorgung. Kohlhammer, Stuttgart 1967.
- Die öffentlichen Unternehmen. Verfassungsfragen zur wirtschaftlichen Betätigung der öffentlichen Hand. Gehlen, Bad Homburg 1969 (= Habilitationsschrift Universität Köln) (2. Aufl. 1985, ISBN 3-415-01125-9).
- Allgemeines Verwaltungsrecht. Ein Studienbuch. Werner, Düsseldorf 1971 (7. Aufl. 1995, ISBN 3-8041-2960-9).
- (mit Claus Georg Schöning): Kommentar zum Städtebauförderungsgesetz. Werner, Düsseldorf 1972 (2. Aufl. 1976, ISBN 3-8041-2919-6).
- Verwaltungsrechtsfälle. Ein Repetitorium. Werner, Düsseldorf 1974 (2. Aufl. 1987, ISBN 3-8041-2941-2).
- Toleranz als Verfassungsprinzip. Prolegomena zu einer rechtlichen Theorie des pluralistischen Staates (= Schriftenreihe der Hochschule Speyer, Bd. 62). Duncker & Humblot, Berlin 1977, ISBN 3-428-03829-0.
- (mit Gerald Kretschmer): Die Staatsorganisation. Bd. 1 (= Schriftenreihe der Juristischen Schulung, Bd. 62). Beck, München 1978 (2. Aufl. 1993, ISBN 3-406-37565-0).
- Politik durch Gerichte. Auf dem Wege zum Justizstaat. Freiherr-vom-Stein-Gesellschaft, Troisdorf 1978.
- Besonderes Verwaltungsrecht. Das Pflichtprogramm. Ein Studienbuch. Werner, Düsseldorf 1979 (2. Aufl. 1984, ISBN 3-8041-2915-3).
- Gemeinwirtschaft im deutschen Verfassungsrecht (= Schriftenreihe Gemeinwirtschaft, Bd. 37). Bund-Verlag, Köln 1980, ISBN 3-7663-0758-4).
- (mit Jürgen Gerber): Zur Eigenkapitalausstattung der Sparkassen. Duncker & Humblot, Berlin 1983, ISBN 3-428-05514-4.
- (mit Willy Spannowsky): Das Verhältnis der europäischen Regionalpolitik zur deutschen Regionalpolitik. Bonn 1986, ISBN 3-922754-15-5.
- (mit Ulrich Mittag): Rechtliche Hemmnisse der Kooperation zwischen Hochschulen und Wirtschaft. Nomos, Baden-Baden 1989, ISBN 3-7890-1762-0.
- Wirtschaftsverwaltungsrecht. Ein Studienbuch. Boorberg, Stuttgart 1989, ISBN 3-415-01382-0.
- Kommunalrecht Baden-Württemberg. Boorberg, Stuttgart 1993 (3. Auflage 2004), ISBN 3-415-03419-4.
- (mit Albrecht Rösler): Gemeinden und Gemeindereform in der ehemaligen DDR (= Schriften zur öffentlichen Verwaltung und öffentlichen Wirtschaft, Bd. 156). Nomos, Baden-Baden 1997, ISBN 3-7890-5027-X.
- Verwaltungslehre. Ein Studienbuch (Juristische Kurz-Lehrbücher.) 4. Auflage, Beck, München 2007, ISBN 978-3-406-56674-5.
- (Hrsg.): Zur Reform des Gemeindewirtschaftsrechts (= Schriftenreihe der Gesellschaft für Öffentliche Wirtschaft e. V. 49). Nomos, Baden-Baden 2002, ISBN 3-7890-7806-9.

Festschrift
- Willy Spannowsky (Hrsg.): Erscheinungsbilder eines sich wandelnden Verwaltungsrechts. Günter Püttner zum 70. Geburtstag. Heymann, Köln 2006, ISBN 3-452-26196-4 (Bibliographie Günter Püttner S. 307–327).